# Universal TV
Universal TV (conocido como Universal) es un canal de televisión por suscripción latinoamericano de origen estadounidense. Su programación se compone de series, películas de los Estudios Universal y programas basados en la acción, el crimen, la investigación, el misterio, y el drama, además de series de comedia. Es propiedad del conglomerado NBCUniversal, y se encuentra operado por NBCUniversal International Networks y distribuido por Ole Distribution, una empresa formada entre Ole Communications y Warner Bros. Discovery.

## Historia
El canal fue lanzado en Latinoamérica en 1994 como USA Network, propiedad de la cadena de televisión USA Networks, que tenía en su catálogo otros canales como Calle 13 y Sci-Fi Channel, los cuales en la región cumplían el rol de segmentos temáticos en la programación.
El canal USA Network fue adquirido por Universal Studios Networks a principios de 1998. En mayo de 2003 cerró un acuerdo estratégico con Fox Latin American Channels para encargarse de la distribución a afiliados, de la mayoría de las ventas de publicidad, así como de las actividades administrativas, técnicas y de mercadeo de USA Network Latin America.
El 1 de septiembre de 2004, mediante un impulso de Universal Studios Networks, el canal fue relanzado como Universal Channel, para capitalizar el prestigio y consolidación de Universal Studios, su archivo cinematográfico y televisivo y su posicionamiento como uno de los líderes de entretenimiento. El renombramiento fue acompañado por un relanzamiento como un canal de entretenimiento enfocado al género del crimen e investigación, e incluyó un nuevo logo, nuevo look y nuevas inversiones en series, dramas y películas de taquilla.
El 2 de julio de 2015, luego de dejar la distribución con Fox International Channels, HBO Latin America Group asumió el rol de distribución del paquete de canales de NBCUniversal, entre ellos Universal Channel.
En 2016, el canal cambia su relación de aspecto de 4:3 a 16:9 en todas sus señales en definición estándar.
El 1 de octubre de 2018, el canal fue relanzado como Universal TV. La nueva imagen fue desarrollada por el equipo de mercadeo central de NBCUniversal International Networks Latín America.
Actualmente es operado por NBCUniversal International Networks y distribuido actualmente para la región por Ole Distribution, una empresa formada entre Ole Communications y Warner Bros. Discovery.